# ポール・ハミルトン (政治家)
ポール・ハミルトン（Paul Hamilton, 1762年10月16日 - 1816年6月30日）は、アメリカ合衆国の政治家。1804年から1806年まで第42代サウスカロライナ州知事を、1809年から1812年まで第3代アメリカ合衆国海軍長官を務めた。

## 生涯

### 青年期
1762年10月16日、ポール・ハミルトンはサウスカロライナ州のセントポール教区で生まれた。アメリカ独立戦争では大陸軍のフランシス・マリオン将軍の下で戦い、アメリカ南部における軍事的役割を担った。ハミルトンはウィリアム・ハーデンとともにバルフォー砦の攻略にも参加した。

### サウスカロライナ州での政治
独立戦争以後、ハミルトンは農場経営の傍らでさまざまな公職に就いた。1787年にサウスカロライナ州下院議員、1787年にサウスカロライナ州上院議員、1800年にサウスカロライナ州監査長官、そして1804年にサウスカロライナ州知事に就任した。

### アメリカ合衆国海軍長官
1809年、合衆国大統領ジェームズ・マディソンは、ハミルトンを第3代海軍長官に選任した。ハミルトンは海軍長官として米英戦争初期の戦闘に関与し、規模の小さかったアメリカ海軍にいくつもの劇的な勝利をもたらした。ハミルトンは軍備増強、特に海洋の防衛に関する提言を行った。ハミルトンは海軍の強化を目指していたが、合衆国議会と対立し、また大統領も軍備増強には無関心であった。その後ハミルトンは、1811年に制定された海軍病院法の不備を問われ、1812年末に辞任した。

### 晩年
海軍長官辞任後、サウスカロライナ州に戻ったハミルトンは、1816年6月30日に同州ビューフォートで死去した。ハミルトンの遺体はビューフォート郡の個人墓地に埋葬された。
ハミルトンの死後、アメリカ海軍では、ハミルトンの功績を称えて、以下の艦船にその名が付けられた。
- USS Paul Hamilton (DD-307)
- USS Paul Hamilton (DD-590)
- ポール・ハミルトン (ミサイル駆逐艦)